# Discor
El discor fue un tipo de canción breve, generalmente de queja amorosa. Estructuralmente, sus versos eran fluctuantes, el primero solía ser un tetrasílabo, mientras que los restantes podían ser también tetrasílabos u octosílabos. Las rimas, habitualmente, eran agudas.
Si bien la temática amorosa es la que más se describe como utilizada en este tipo de canciones, también se registra el uso del discor en temáticas satíricas, de debate, y para hacer peticiones al rey.
Entre los cultores del discor se encuentran los poetas Alfonso Álvarez de Villasandino, Antón de Montoro, Juan Alfonso de Baena, y Alvar Ruiz de Toro.

## Origen
El nombre de discor, en provenzal descort~discort~descortz, y en la lírica galaico portuguesa descor~descordo (desacuerdo) parece aludir tanto a la mezcla de metros como a la turbación de los sentimientos que estas poesías suelen expresar. 
En relación con el nombre y el sentido del discor puede considerarse en el título de Discordia de una poesía de Carvajales (Cancionero Stúñiga).  Su asunto refleja un estado de ánimo fuertemente turbado, pero la forma métrica, una copla de arte mayor, ABBA: ACCA, no corresponde a la del discor ordinario. (T. Navarro Tomás, Métrica española)
Discor se registra vinculado a la forma lay, y desaparece después de la colectánea ofrecida a Juan II. Parece referirse a una «canción amorosa de carácter triste», con una organización diversa a la que caracterizaba tales composiciones en la lírica gallego-portuguesa. (Historia de la métrica medieval castellana, Vicenç Beltrán coord.)

## Ejemplo
Tres primeras estrofas del discor 510 de fray Diego de Valencia de León recogido en el Cancionero de Baena.
Dime, muerte,  ¿por qué fuerte
es a todos tu memoria?
Ca tu muerte fue conuerte
a los que biven en gloria.
Citatoria y munitoria
embías que me confuerte,
dilatoria, perentoria,
a mi puerto non apuerte.
Tú desfazes muchas fazes
que fueron fermosas caras,
los rapazes de almofazes
con los señores comparas,
algazaras muy amaras
contra muchos buenos fazes,
tus señaras cuestan caras
al coger de los agrazes.
Religiosos muy famosos,
papas, reyes, emperadores,
soberviosos, poderosos,
fijosdalgo, labradores…
no son peores ni mejores
ante ti nin más graziosos,
pecadores con dolores
van del mundo deseosos.